# Australobolbus rotundatus
Australobolbus rotundatus är en skalbaggsart som beskrevs av Hope 1841. Australobolbus rotundatus ingår i släktet Australobolbus och familjen Bolboceratidae. Utöver nominatformen finns också underarten A. r. globuliformis.